# 关卡编辑器
关卡编辑器 （包括地图编辑器，战役编辑器，或场景编辑器）是为电子游戏关卡创作设计的软件。通常游戏开发者会免费释放这个软件，鼓励玩家制作，以便吸引潜在玩家。
有些镶入游戏，但多数独立运行。这类软件设计初衷往往针对特定游戏引擎。
经常和SDK协同使用制作游戏模组。地圖編輯器則是較為簡便的形式，星際爭霸系列、絕冬城之夜系列和《魔兽争霸III》是這方面著名的例子。
直接屬於以製作及編輯遊戲關卡為主的遊戲，例如RPG製作大師系列是不少創作者透過該遊戲軟件內容，實行RPG製作誕生不少後來成為正式作品推出市場。由任天堂所製作的超級瑪利歐創作家是另一個例子，有官方提供的教學及遊玩關卡，同時是主旨給予玩家在官方提供的素材下製作自己的關卡，所製作的關卡會透過官方轉發給其他玩家遊玩評價。近年來的新推出如RPG製作大師Multi-View Trinity、超級瑪利歐創作家2都是較新的這類型代表作。

## 其它
- Sauerbraten
- 电子游戏研发
- 游戏模组(MOD)